# Río Manzanares (Colombie)
Pour les articles homonymes, voir Manzanares.
Le río Manzanares est un fleuve de Colombie.

## Géographie
Le río Manzanares prend sa source dans la Sierra Nevada de Santa Marta, à 2 300 mètres d'altitude, dans le cerro de San Lorenzo, dans le département du Magdalena. Il coule ensuite vers le nord-ouest puis l'ouest avant de rejoindre la mer des Caraïbes au niveau de la baie de Santa Marta, au sud de la ville homonyme.